# Salyan (Baglung)
Salyan (trl. Salyān, trb. Saljan) – gaun wikas samiti w zachodniej części Nepalu w strefie Dhawalagiri w dystrykcie Baglung. Według nepalskiego spisu powszechnego z 2011 roku liczył on 393 gospodarstwa domowe i 1721 mieszkańców (1012 kobiet i 709 mężczyzn).